# Tyra
Tyra  è un nome proprio di persona svedese e inglese femminile.

## Varianti
- Svedese: Thyra[1]

### Varianti in altre lingue
- Danese: Thyra[1]

## Origine e diffusione
Il nome scandinavo deriva dal norreno Þýri, a sua volta variante di Þórví (dal nome del dio Þórr e da vé, "sacro") oppure di Þórveig (sempre da Þórr, e da veig, "forza"). La sua diffusione nei paesi anglofoni, comune specialmente nelle comunità afroamericane, può in parte riprendere il nome svedese, ma in molti casi è probabilmente considerato una forma femminile di Tyrone o di Tyree.

## Onomastico
Il nome è adespota, non avendo sante che gli corrispondano. L'onomastico può essere festeggiato il 1º novembre per la festa di Ognissanti.

## Persone

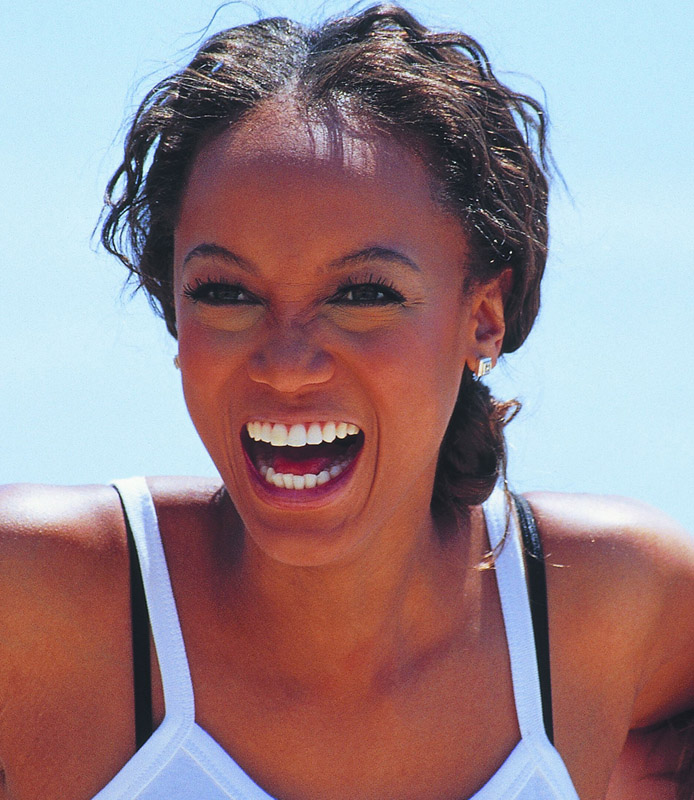
Tyra Banks

- Tyra Banks, supermodella, attrice e personaggio televisivo statunitense
- Tyra Ferrell, attrice statunitense
- Tyra Gittens, atleta trinidadiana
- Tyra Grant, cestista statunitense

### Variante Thyra
- Thyra, regina di Danimarca
- Thyra di Danimarca (1853-1933), principessa danese
- Thyra di Danimarca (1880-1945), principessa danese, nipote della precedente

## Toponimi
- 115 Thyra è un asteroide della fascia principale, che prende il nome dalla regina danese Thyra.